# 크레스트몬트

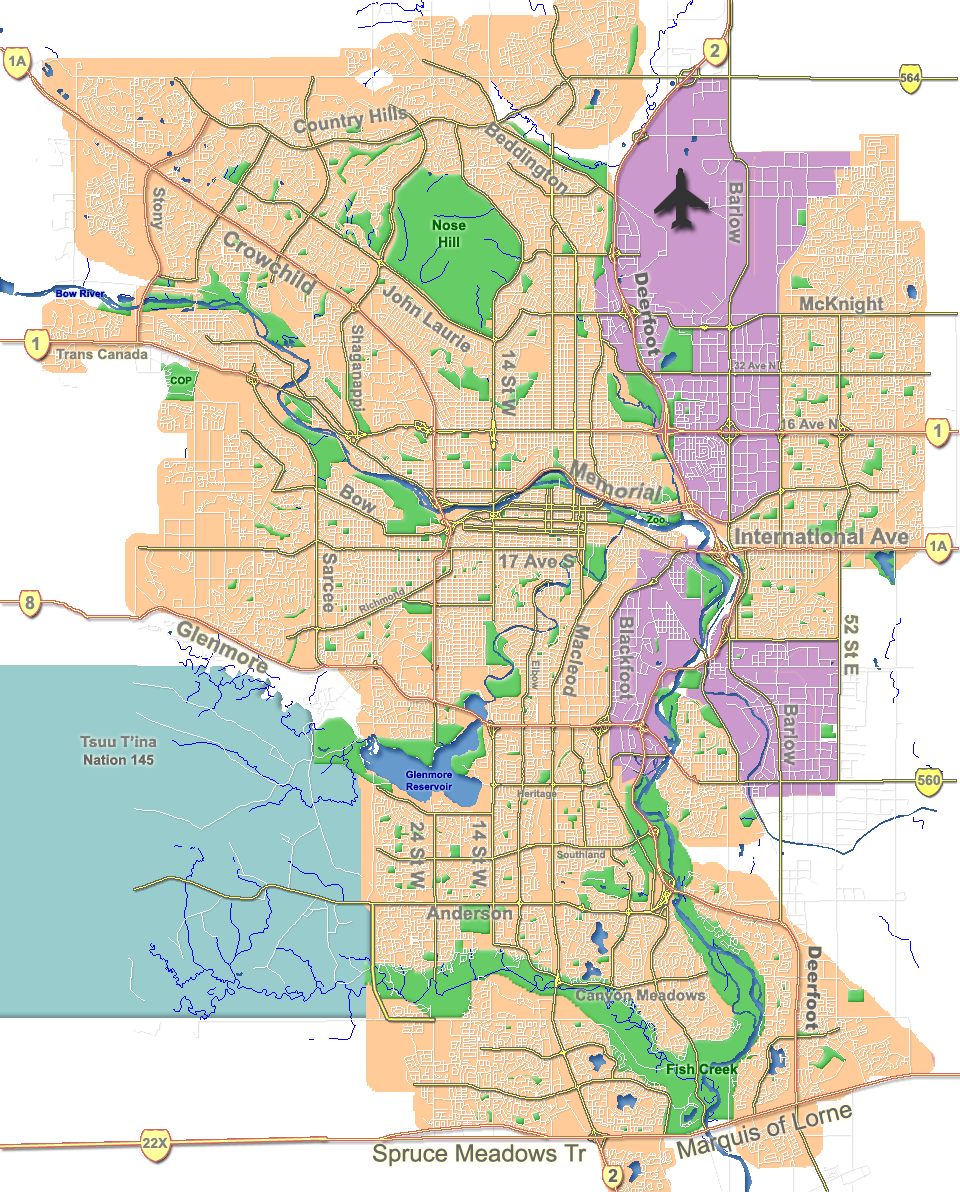

크레스트몬트(Crestmont)는 앨버타주 캘거리 남서쪽 사분면에 위치한 주거 지역이다. 캐나다 횡단도로 남쪽, 도시의 서쪽 가장자리에 위치하고 있다.
캘거리 시의회에서는 워드 1(Ward 1) 의원이 대표한다.

## 인구통계
캘거리 시의 2012년 지방 인구 조사에 따르면 크레스트몬트에는 462개 주택에 거주하는 인구가 1,454명으로 2011년 인구 1,430명보다 1.7% 증가했다. 토지 면적은 0.6km2(0.23평방마일)이고, 2012년 인구밀도는 2,420/km2(6,300/평방마일)이다.